# Ben Williams (Musiker)

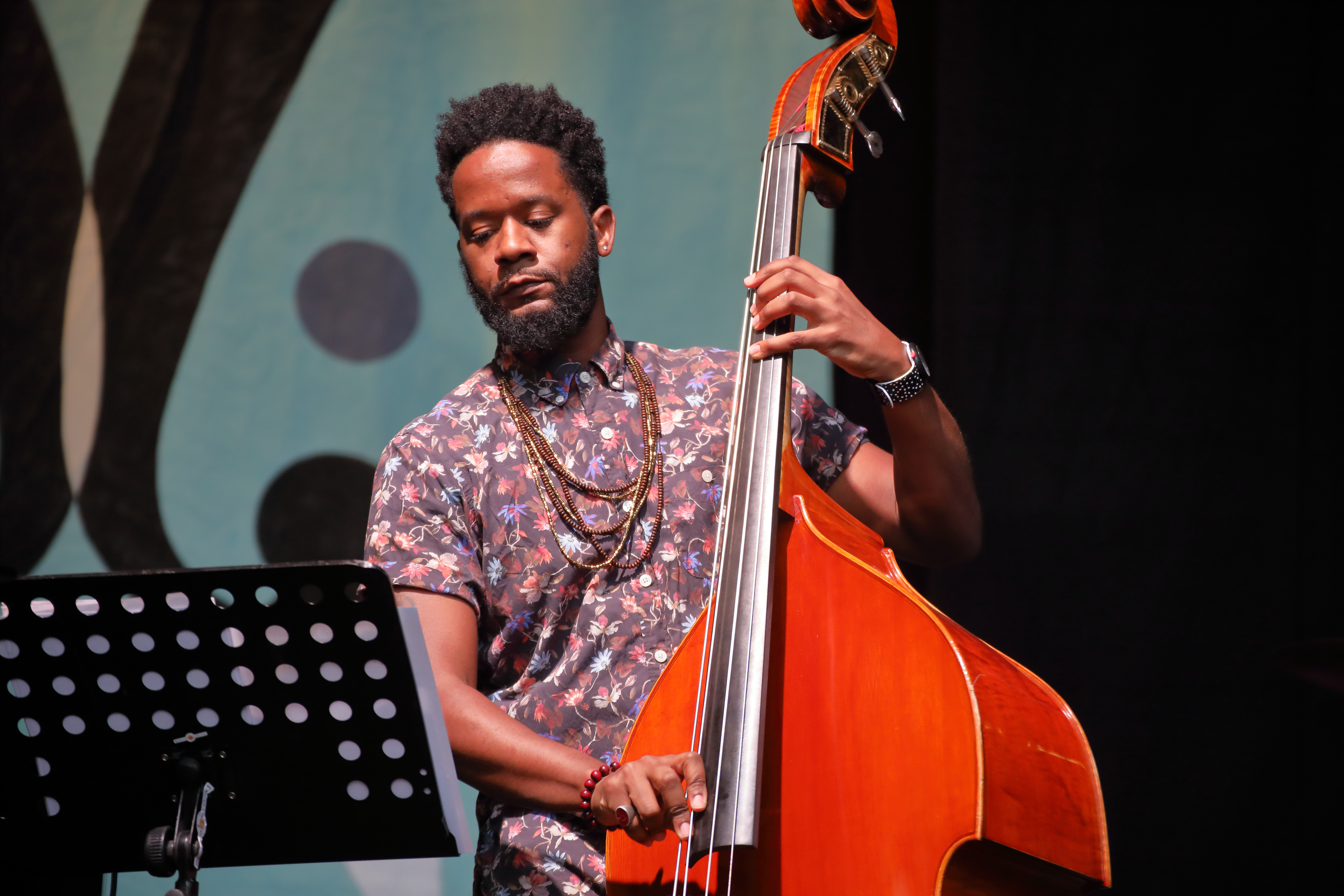
Ben Williams mit Sing The Truth auf dem Rudolstadt-Festival 2019

Benjamin James „Ben“ Williams (* um 1985 in Washington, D.C.) ist ein US-amerikanischer Jazzmusiker (Kontrabass, E-Bass, auch Piano).

## Leben und Wirken
Williams studierte an der Michigan State University School of Music und graduierte in Davey Yarboroughs Jazz-Programm an der Duke Ellington School of the Arts. In New York arbeitete er u. a. mit Wynton Marsalis, Terence Blanchard, Mulgrew Miller, Cyrus Chestnut, Stefon Harris, Hamiet Bluiett, James Williams, Bobby Watson, Winard Harper, Buster Williams, John Hicks, Anthony Wonsey und Herbie Hancock. 2011 legte er sein Debütalbum State of Art auf Concord Records vor, das den Jazz seiner Heimatstadt mit R&B, Hip-Hop und Soul-Einflüssen verbindet. Begleitet wurde er von Marcus Strickland (Saxophon), Matthew Stevens (Gitarre), Gerald Clayton (Piano) und Jamire Williams (Schlagzeug). Gegenwärtig arbeitet er mit seiner Formation Sound Effect. Auch nahm er mit Marcus Strickland (Of Song) und Jacky Terrasson (Push) auf. Er spielte ferner bei Sing The Truth, dem gemeinsamen Projekt von Angélique Kidjo, Cécile McLorin Salvant und Lizz Wright. 2020 legte er das Album I'm a Man: Mentals vor.

## Preise und Auszeichnungen
Williams gewann zweimal den Wettbewerb um die Fish Middleton Jazz Scholarship beim East Coast Jazz Festival; auch war er zweimal Gewinner der DC Public School Piano Competition und erhielt 2002 den Duke Ellington Society Annual Scholarship Award. 2009 gewann er die Thelonious-Monk-Wettbewerb für Bass mit einer Interpretation von Oscar Pettifords Tricotism und einer Duo-Version von Caravan mit der Vokalistin Dee Dee Bridgewater. 2015 gewann er in den Down Beat Kritiker-Polls in der Rising Star Kategorie.